# Eau d'Orezza
Pour les articles homonymes, voir Orezza (homonymie).
 (avril 2023).
Si vous disposez d'ouvrages ou d'articles de référence ou si vous connaissez des sites web de qualité traitant du thème abordé ici, merci de compléter l'article en donnant les références utiles à sa vérifiabilité et en les liant à la section « Notes et références ».
L'eau d'Orezza est une eau minérale gazeuse corse dont la source se trouve à Rapaggio, en Haute-Corse.

## Situation

### Site
Orezza est une eau qui provient du parc naturel régional de Corse.
La source, nommée « Sorgente Sottana », se situe au lieu-dit Acqua acitosa, au Nord-Nord-Ouest du village de Rapaggio en Castagniccia, à 410 m d'altitude, au-dessus du Fium'Alto, à environ 800 m (distance orthodromique) du village de Piedicroce sur l'autre rive du fleuve.
Le site des eaux d'Orezza se trouve dans l'ancienne piève d'Orezza d'où elle tient son nom. 
La visite du site et de la chaine de production était auparavant possible. Mais elle est désormais interdite en raison de normes d'hygiène et de sécurité. L'entreprise a alors permis l'accès à une fontaine en dehors de l'usine pour les visiteurs. Cependant, à la suite d'un orage en 2017 la fontaine a été détruite[réf. nécessaire]. 
L'ancien établissement thermal, actuellement usine de mise en bouteilles des eaux minérales, en propriété privée, est repris à l'inventaire général du patrimoine culturel.

### Accès routiers
Le site est desservi par la route D46 qui relie Campana à Parata (Monacia-d'Orezza) ; il est accessible par une voie principale, la route D506, depuis sa jonction avec la RT 10 (ex-RN 198) dans l'agglomération de Folelli.

## Historique

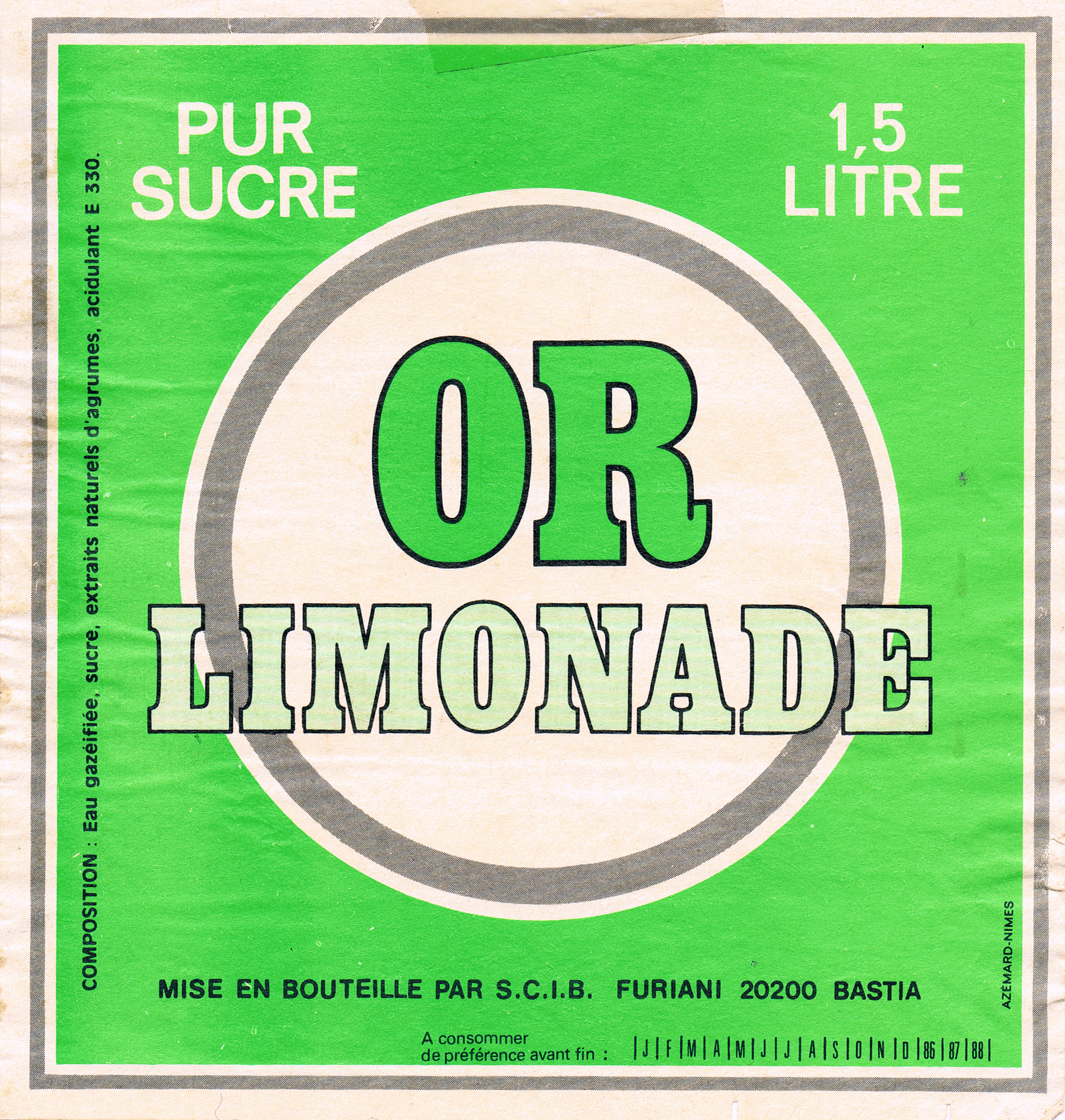
Étiquette des années 1980 d' une limonade produite par la société des eaux d'Orezza.

En 1856, l’exploitation de la source est officiellement autorisée par décret ministériel. Jusqu’à la Seconde Guerre mondiale, elle est vendue dans les officines pharmaceutiques. Après-guerre, les ventes chutent, particulièrement en Corse. En 1995, l'exploitation de la source est stoppée. 
François Xavier Mora, un patron d’industrie internationale, originaire de Corse et président d’un groupe de champagne, et sa femme Marie-Laurence Mora, croient en la rentabilité de l'affaire. Il fonde en 1998, la Société nouvelles des eaux minérales d’Orezza qui reprend la concession de la source. A l’été 2000, Orezza réapparait dans les commerces en Corse, en France continentale et à l’étranger. Plus tard, sa version eau plate est lancée.
L'entreprise emploie une trentaine de salariés à l'année. L'eau est embouteillée directement sur place, à raison d'environ 12 millions de flacons par an.
Le site ne se visite plus depuis le rachat récent de la concession. La boutique n’est plus achalandée. Il n’est plus intéressant de monter jusqu’au site d’Orezza. 

## Galerie

Choix d'eaux-fortes d'Henry Deville
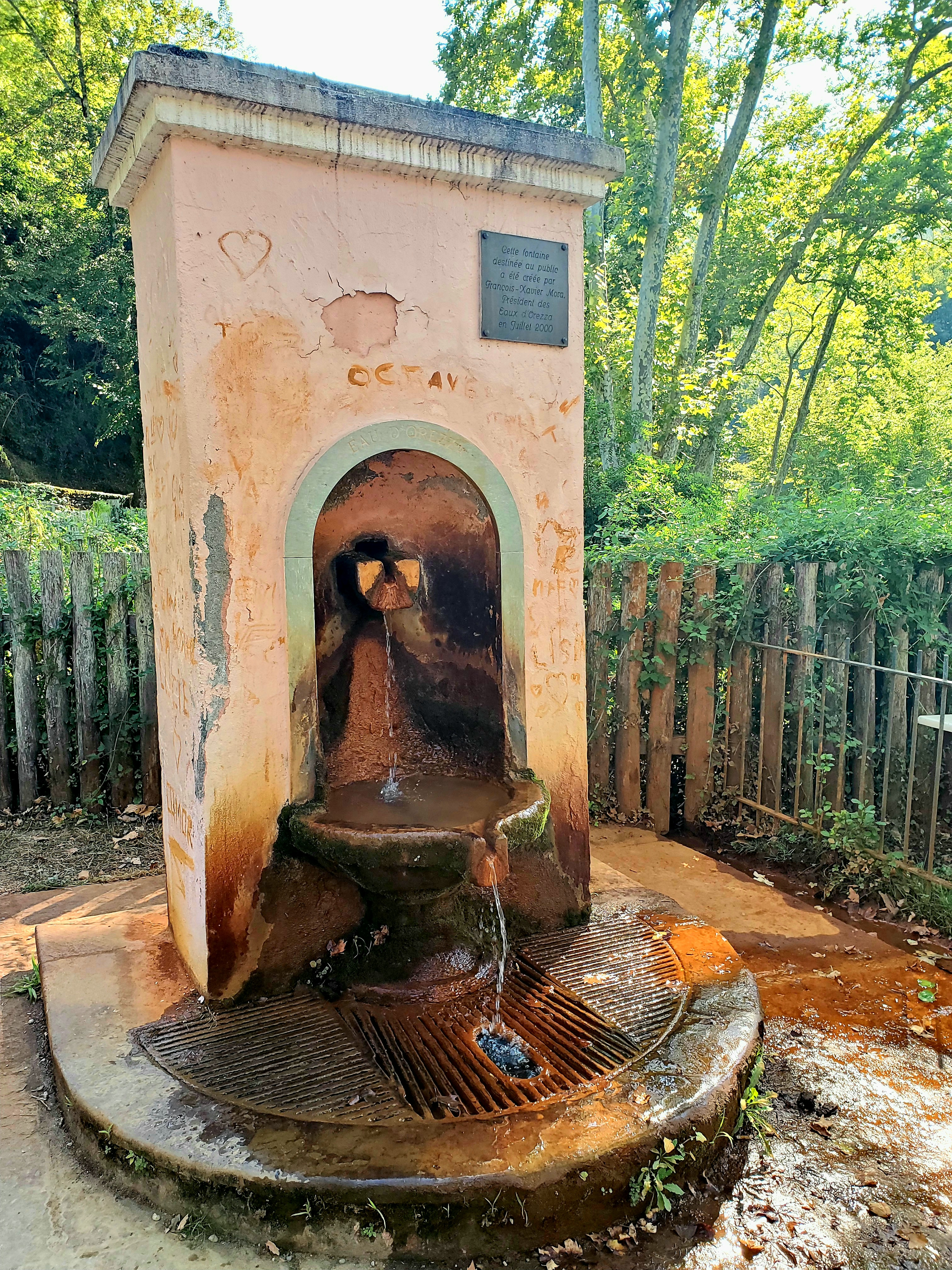
Source et fontaine destinée aux visiteurs
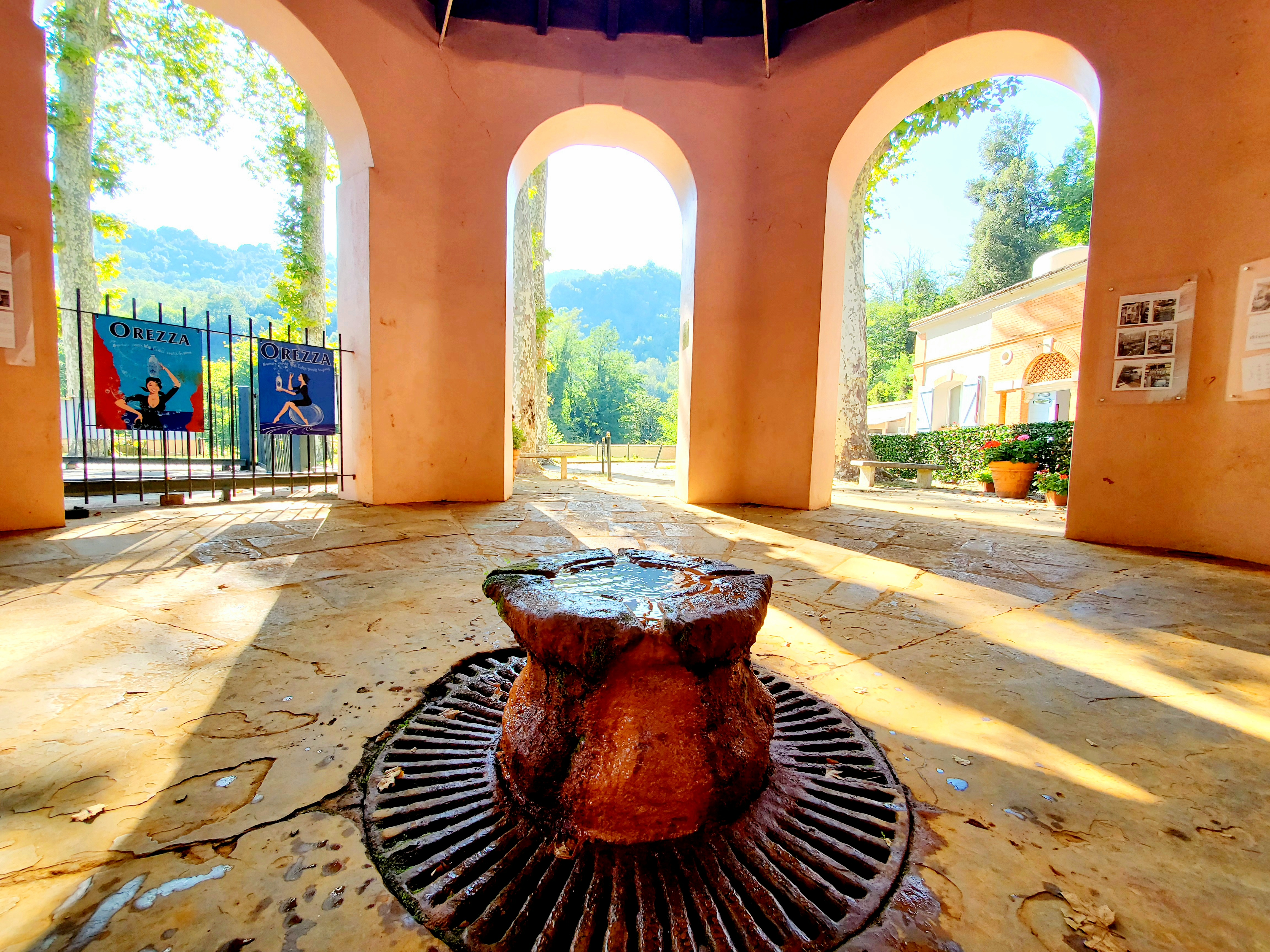
Source vue du pavillon
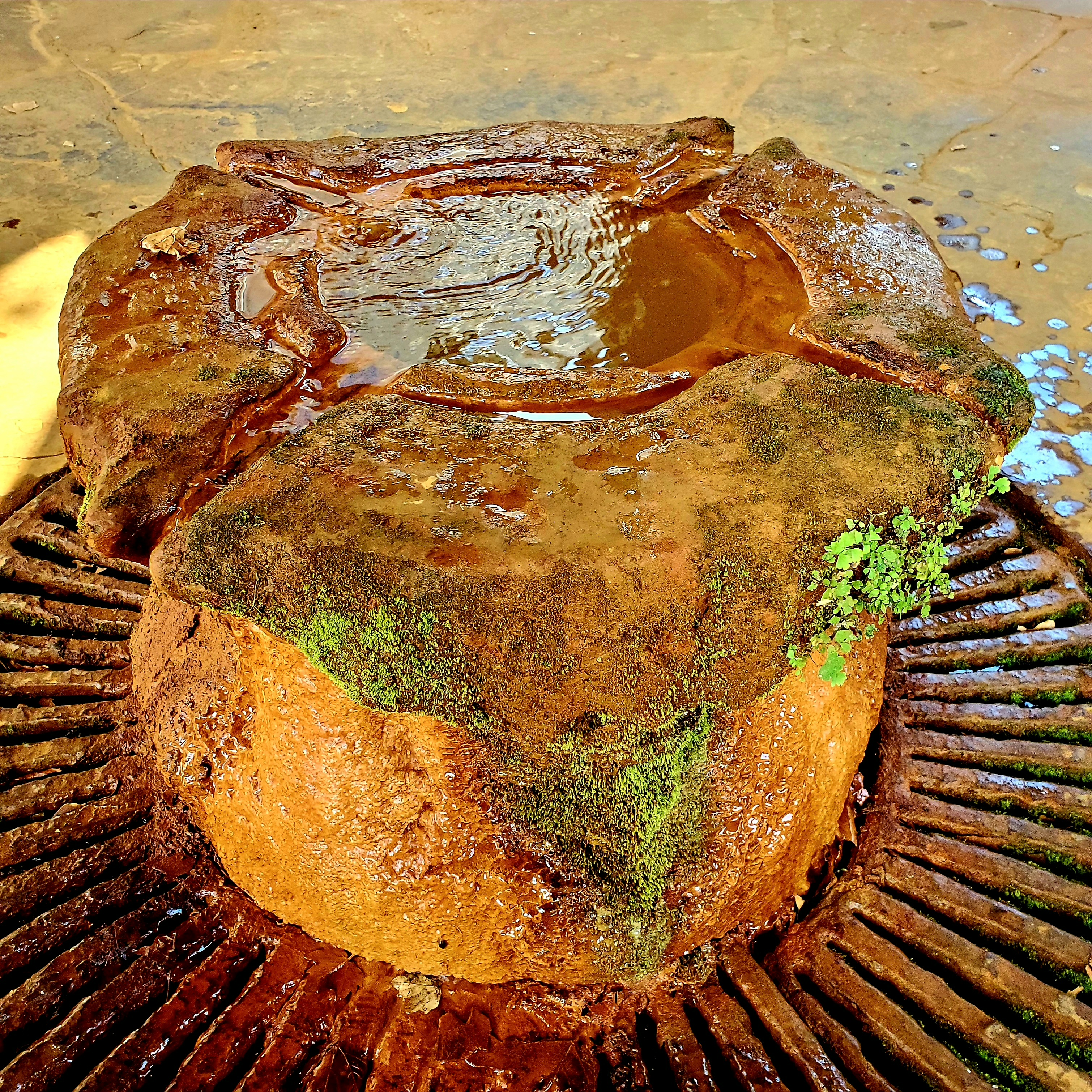
Source principale (1)
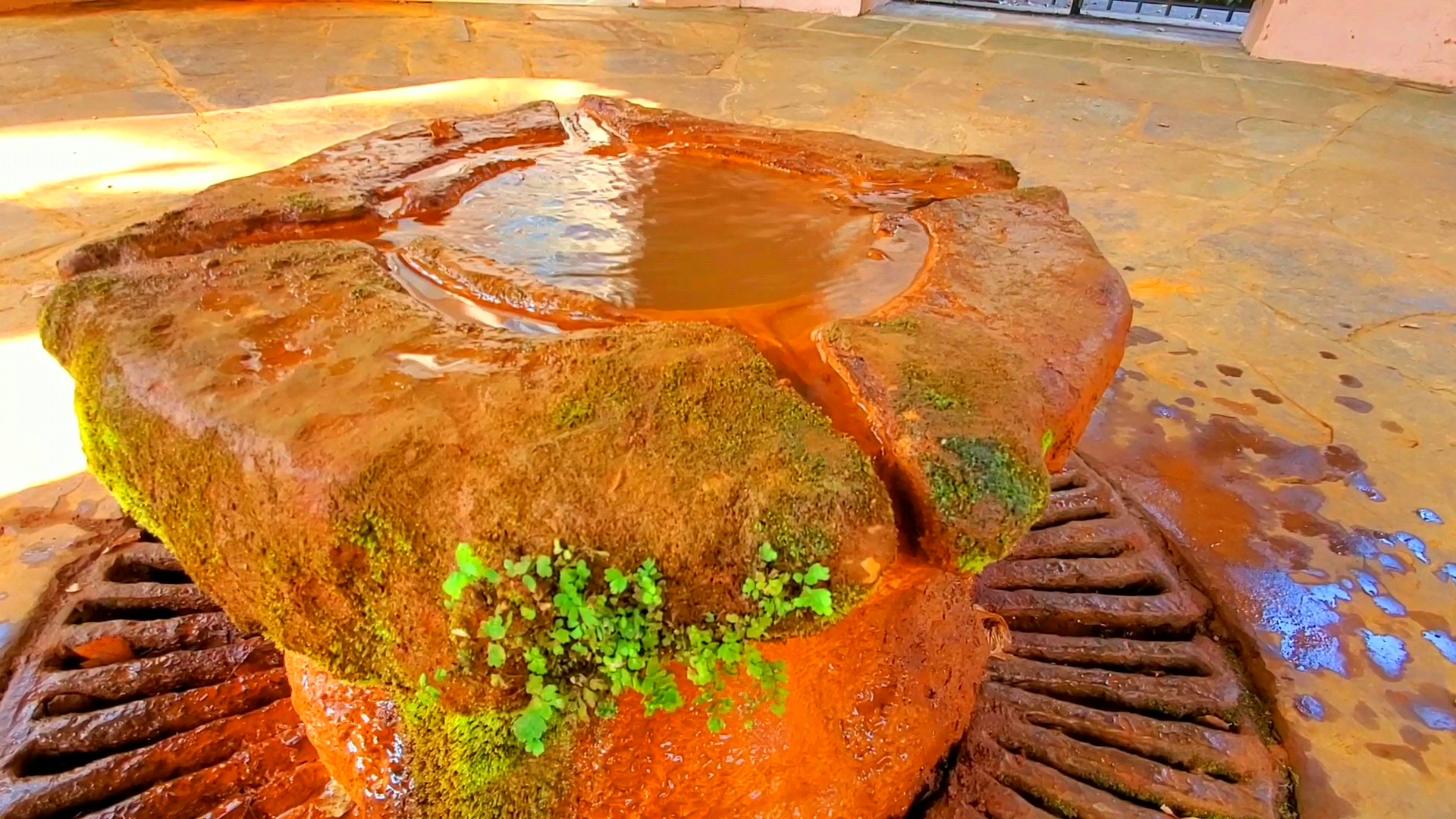
Source principale (2)
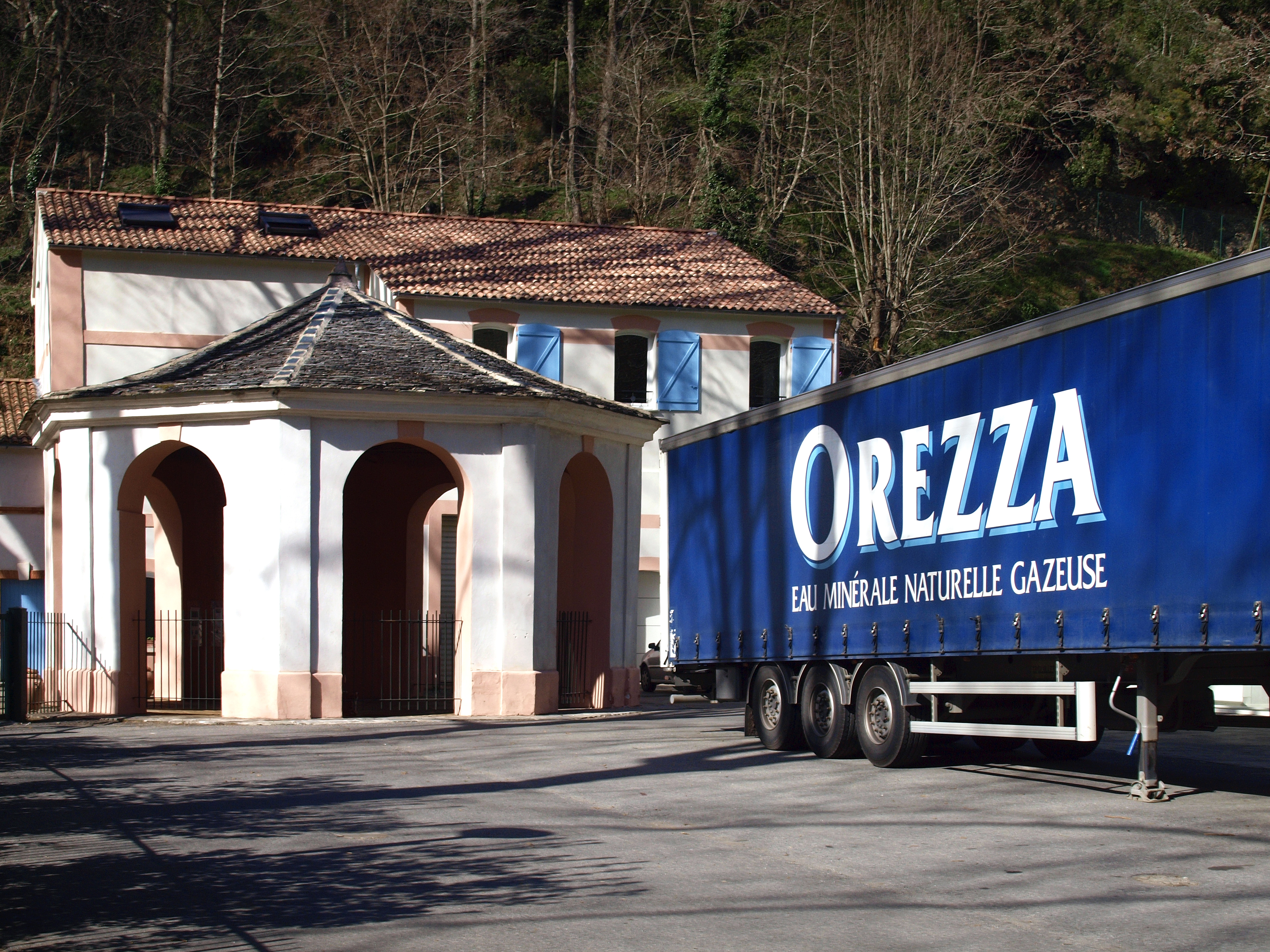
Thermes d'Orezza